# Cerniat
Cerniat (antiguamente en alemán Scherni) es una comuna suiza del cantón de Friburgo, situada en el distrito de Gruyère. Limita al norte con las comunas de Plasselb y Plaffeien, al este con Charmey, al sur con Crésuz y Châtel-sur-Montsalvens, y al oeste con Botterens, Corbières, Hauteville y La Roche.

## Personalidades
- Joseph-Frédéric-Benoît Charrière, inventor.